# Аманов, Бабамурат
Бабамурат Аманов — советский хозяйственный, государственный и политический деятель, Герой Социалистического Труда.

## Биография
Родился в 1917 году в кишлаке Умур. Член КПСС с 1941 года.
С 1930 года — на хозяйственной, общественной и политической работе. В 1930—1991 гг. — колхозник в колхозе "Янги-Юль", секретарь Тельнакчинарского сельсовета, участник Великой Отечественной войны, секретарь партийной организации и председатель Совета урожайности колхоза имени Чкалова, председатель колхоза, генеральный директор территориально-агропромышленного объединения "Коммунизм" Сариасийского района Сурхандарьинской области
Указом Президиума Верховного Совета СССР от 11 января 1957 года присвоено звание Героя Социалистического Труда с вручением ордена Ленина и золотой медали «Серп и Молот».
Избирался депутатом Верховного Совета Узбекской ССР 6-го, 7-го, 8-го, 9-го, 10-го созывов, народным депутатом СССР[когда?].
Умер 23 октября 1987 года.